# Daniel Bultreys
Daniel Bultreys, né le 30 septembre 1967 à Tournai (province de Hainaut), est un scénariste de bande dessinée humoristique et éditeur belge francophone.

## Biographie
Daniel Bultreys naît le 30 septembre 1967 à Tournai. Il est passionné de littérature et de la bande dessinée en particulier. Il est agrégé en lettres et il enseigne ponctuellement la langue française à de grands élèves. Après dix années passées comme directeur de la collection « Repérages » des éditions Dupuis dont le départ en date du 26 janvier 2009 est annoncé sur le site ActuaBD auquel de nombreux auteurs réagissent à l'article de Nicolas Anspach et marquent leur attachement à Daniel Bultreys ou soulignent ses qualités.
Il passera ensuite trois autres années aux éditions Glénat en qualité d’éditeur de bande dessinée. 
C'est en août 2014 qu'il rejoint les Éditions Kennes. Puis, il se lance un nouveau défi à savoir l’écriture de scénario. Il réalise son galop d’essai avec l’adaptation en bande dessinée du roman Passepeur de l'écrivaine canadienne Marilou Addison, pour le dessinateur Jean-Marc Krings. En octobre 2020, il publie ainsi son premier album Momie en folie !, chez Boomerang Éditeur Jeunesse et en octobre de l'année suivante paraît le deuxième tome de la série intitulé : Impasse de l'épouvante aux Éditions Kennes.
En 2021, il s'associe au dessinateur Marco Paulo pour publier parallèlement un deuxième projet, plus personnel Au grand magasin — album qui lui vaut l'Éléphant d’or Prix de l’humour partagé avec Marco Paulo au Festival international de la bande dessinée de Chambéry, —, chez Kennes Éditions et il enchaîne avec Brèves de caissières en 2022.
Avec Gürcan Gürsel, il aborde le monde du football avec le septième tome intitulé : Fini de rire de la série dérivée  Les Foot Furieux Kids chez le même éditeur. Il rejoint la série mère avec l'écriture du scénario des 26e opus (2022) et 27e opus (2023).
À l'occasion de la Coupe du monde au Qatar, il écrit le scénario du huitième volume de la série Les Diables Rouges pour le dessinateur Gürcan Gürsel, entièrement consacrée à l'équipe de Belgique de football qui a vu le jour mai 2013.
Il réalise des albums toujours placés sous le signe de l’humour.

## Œuvres

### Albums de bande dessinée

#### Passepeur
- 1. Momie en folie !, Boomerang Éditeur Jeunesse, octobre 2020
Scénario : Daniel Bultreys - Dessin : Jean-Marc Krings - Couleurs : Scarlett Smulkowski -  (ISBN 978-2-89709-469-0),Réédition aux éditions Kennes en 2021 sous le titre 1 rue de la trouille[5],[13].  (ISBN 978-2-380-75132-1)
- 2. Impasse de l'épouvante[7],[14], Kennes Éditions, Gerpinnes, 6 octobre 2021
Scénario : Daniel Bultreys - Dessin : Jean-Marc Krings - Couleurs : Scarlett Smulkowski -  (ISBN 978-2-380-75458-2)

- Au grand magasin T01[15],[16], Kennes Éditions, Gerpinnes, 20 janvier 2021
Scénario : Daniel Bultreys - Dessin : Marco Paulo - Couleurs : noir et blanc -  (ISBN 978-2-380-75225-0)

- Brèves de caissières, Kennes Éditions, Gerpinnes, 24 août 2022
Scénario : Daniel Bultreys - Dessin : Marco Paulo - Couleurs : noir et blanc -  (ISBN 978-2-380-75645-6)

#### Les Foot furieux kids
- 7. Fini de rire, Kennes Éditions, Gerpinnes, 20 avril 2022
Scénario : Daniel Bultreys - Dessin : Gürcan Gürsel - Couleurs : Ricardo Manhaes, Gurcan Gürsel -  (ISBN 9782380755671)
- 8. Le Coach se marie, Kennes Éditions, Gerpinnes, 8 novembre 2023
Scénario : Daniel Bultreys - Dessin : Gürcan Gürsel - Couleurs : Ricardo Manhaes -  (ISBN 978-2-380-75917-4)
- 9. Un seul être vous manque..., Kennes Éditions, Gerpinnes, 11 juin 2025
Scénario : Daniel Bultreys - Dessin : Gürcan Gürsel - Couleurs : Ricardo Manhaes -  (ISBN 978-2-931300-15-2)

#### Les Diables Rouges
- 8. Mieux vaut Qatar que jamais !, Kennes Éditions, Gerpinnes, 28 septembre 2022
Scénario : Daniel Bultreys - Dessin et couleurs : Gürcan Gürsel -  (ISBN 978-2-380-75764-4)

#### Les Foot furieux
- 26. Tome 26, Kennes Éditions, Gerpinnes, 9 novembre 2022
Scénario : Daniel Bultreys - Dessin : Gurcan Gürsel - Couleurs : Ricardo Manhaes, Gürcan Gürsel -  (ISBN 9782380758610)
- 27. Tome 27, Kennes Éditions, Gerpinnes, 28 juin 2023
Scénario : Daniel Bultreys - Dessin et couleurs : Gürcan Gürsel -  (ISBN 9782380759112)
- 28. Double peine, Kennes Éditions, Gerpinnes, 4 septembre 2024
Scénario : Daniel Bultreys - Dessin et couleurs : Gürcan Gürsel -  (ISBN 978-2-380-75980-8)
- Best of Euro 2024, Kennes Éditions, Gerpinnes, 5 mai 2024
Scénario : Daniel Bultreys - Dessin et couleurs : Gürcan Gürsel -  (ISBN 978-2-380-75979-2)

## Prix et distinctions
- 2021 :  Éléphant d’or Prix de l’humour au Festival international de la bande dessinée de Chambéry, partagé avec Marco Paulo pour Au grand magasin aux Éditions Kennes[8].

#### Livres
: document utilisé comme source pour la rédaction de cet article.
- Philippe Mellot, Michel Denni, Laurent Turpin et Isabelle Morzadec, Trésors de la bande dessinée : BDM 2023-2024 - Catalogue encyclopédique et Argus, Paris, Les Arènes, novembre 2022, 23e éd., 1677 p., ill. ; 23 cm (ISBN 9791037507280, OCLC 1351462460, présentation en ligne), p. 103, 945. .

#### Articles
- Didier Pasamonik et Charles-Louis Detournay, « Malaise chez Dupuis : Sergio Honorez explique le licenciement de Daniel Bultreys », ActuaBD,‎ 6 février 2009 (lire en ligne, consulté le 27 août 2023).

#### Interviews
- Daniel Bultreys (interviewé par Charles-Louis Detournay), « Daniel Bultreys : « Être scénariste m’aide à être un meilleur éditeur » », ActuaBD,‎ 3 mars 2021 (lire en ligne, consulté le 27 août 2023).

### Émissions de télévision
- BD : Gerpinnes : la maison d'édition Kennes en réorganisation judiciaire pour sauver ses finances sur Télésambre, présentation : Christophe Baneton (2 min 39 s), 4 mai 2023.